# The Things We Do for Love
«The Things We Do for Love» es una canción interpretada por la banda británica 10cc. Fue publicada el 3 de diciembre de 1976 como el sencillo principal de su quinto álbum de estudio Deceptive Bends.

## Créditos y personal
Créditos adaptados desde las notas de álbum de Deceptive Bends.
10cc
- Eric Stewart – voz principal y coros, guitarra líder, piano, órgano
- Graham Gouldman – guitarra bajo, guitarra acústica y guitarra eléctrica, pandereta, palmadas, coros
- Paul Burgess – batería, pandereta, palmadas, gong

Personal técnico
- 10cc – producción
- Eric Stewart – ingeniero de audio, mezclas
- Tony Spath – ingeniero asistente
- Melvyn Abrahams – masterización

## Posicionamiento

### Gráfica semanal
| Gráfica (1976–77)                             | Pico de posición |
| --------------------------------------------- | ---------------- |
| Australia (Kent Music Report)                 | 5                |
| Bélgica (Flandes) (Ultratop 50 Singles)       | 24               |
| Bélgica (Valonia) (Ultratop 50 Singles)       | 37               |
| Canadá (RPM Adult Contemporary)               | 12               |
| Canadá (RPM Top Singles)                      | 1                |
| Estados Unidos (Billboard Adult Contemporary) | 12               |
| Estados Unidos (Billboard Hot 100)            | 5                |
| Estados Unidos (Cashbox Top 100)              | 4                |
| Francia (IFOP)                                | 61               |
| Irlanda (Irish Singles Chart)                 | 2                |
| Nueva Zelanda (Recorded Music NZ)             | 23               |
| Países Bajos (Nederlandse Top 40)             | 13               |
| Países Bajos (Single Top 100)                 | 13               |
| Reino Unido (UK Singles Chart)                | 6                |

### Gráfica de fin de año
| Gráfica (1977)                     | Pico de posición |
| ---------------------------------- | ---------------- |
| Australia (Kent Music Report)      | 37               |
| Canadá (RPM Top Singles)           | 12               |
| Estados Unidos (Billboard Hot 100) | 44               |
| Estados Unidos (Cashbox Top 100)   | 11               |

## Certificaciones y ventas
| País                  | Certificación | Ventas  |
| --------------------- | ------------- | ------- |
| Estados Unidos (RIAA) | Oro           | 500,000 |